# 江之島燈塔

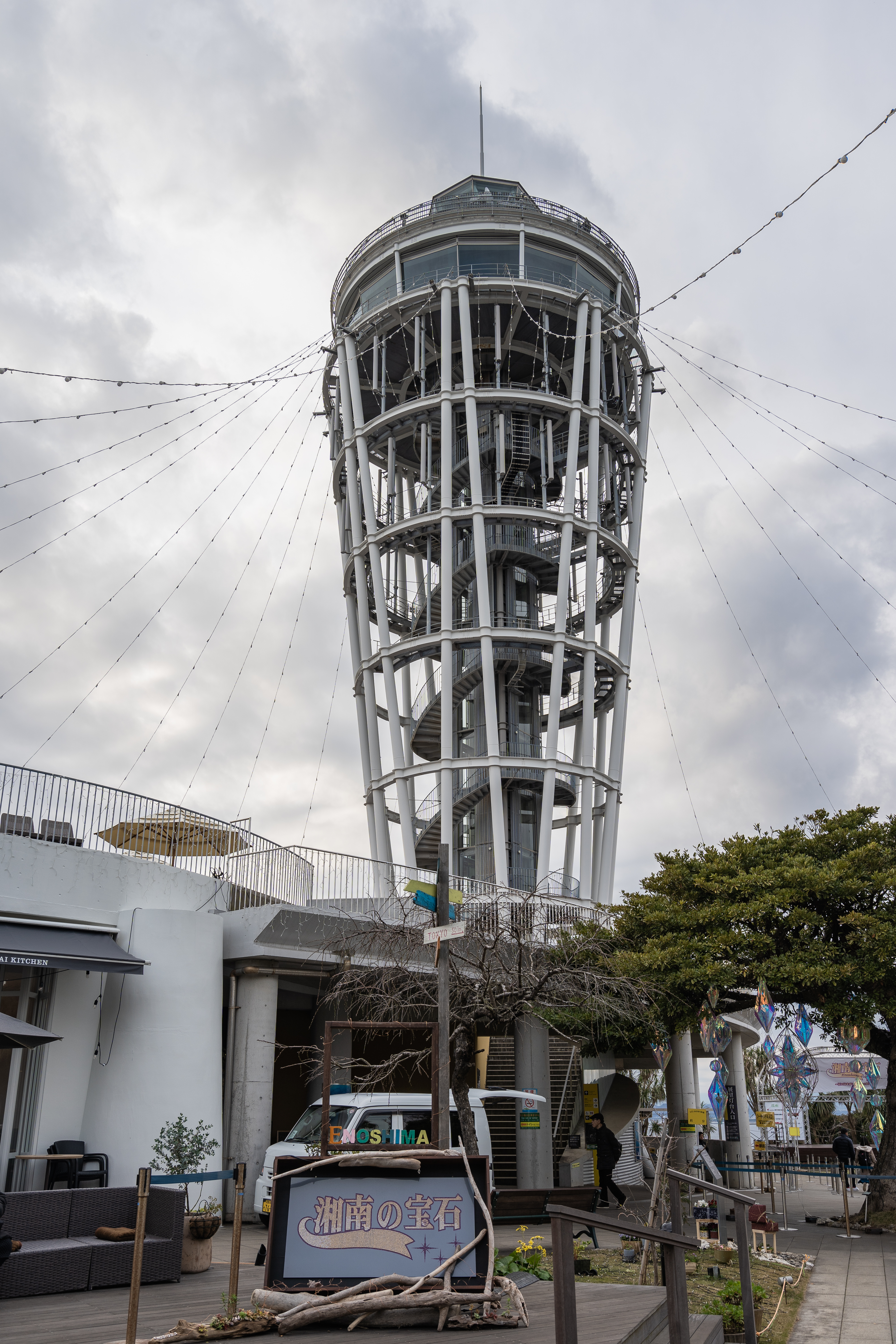

江之島燈塔（日语：江の島灯台、えのしまとうだい）是位於日本神奈川縣藤澤市江之島的一座燈塔，也是日本第一個民間修建的燈塔。這座燈塔最初名為「讀賣平和塔」，設置於1951年3月25日。現在的燈塔建築修建於2002年，在2003年1月1日正式點燈。

## 外部連結
- 江の島シーキャンドル （页面存档备份，存于）